# 브렌던 유리
브렌든 보이드 유리(Brendon Boyd Urie, 1987년 4월 12일 ~ )는 미국 라스베이거스에서 결성된 록 밴드 패닉 앳 더 디스코의 리드 싱어이다.